# العلاقات الأفغانية الجورجية
العلاقات الأفغانية الجورجية هي العلاقات الثنائية التي تجمع بين أفغانستان وجورجيا.

## مقارنة بين البلدين
هذه مقارنة عامة ومرجعية للدولتين:
| وجه المقارنة                                              | أفغانستان                    | جورجيا                          |
| --------------------------------------------------------- | ---------------------------- | ------------------------------- |
| المساحة (كم2)                                             | 652.23 ألف                   | 69.70 ألف                       |
| عدد السكان (نسمة)                                         | 34.94 مليون                  | 3.72 مليون                      |
| الكثافة السكانية (ن./كم²)                                 | 53.57                        | 53.37                           |
| العاصمة                                                   | كابل                         | تبليسي، كوتايسي                 |
| اللغة الرسمية                                             | اللغة البشتوية، اللغة الدرية | اللغة الجورجية، اللغة الأبخازية |
| العملة                                                    | أفغاني                       | لاري جورجي                      |
| الناتج المحلي الإجمالي (بليون دولار)                      | 20.82 مليار                  | 15.16 مليار                     |
| الناتج المحلي الإجمالي (تعادل القوة الشرائية) بليون دولار | 62.62 مليار                  | 35.68 مليار                     |
| الناتج المحلي الإجمالي الاسمي للفرد دولار أمريكي          | 594                          | 3.79 ألف                        |
| الناتج المحلي الإجمالي للفرد دولار أمريكي                 | 1.93 ألف                     |                                 |
| مؤشر التنمية البشرية                                      | 0.479                        | 0.754                           |
| رمز المكالمات الدولي                                      | +93                          | +995                            |
| رمز الإنترنت                                              | .af                          | .ge، .გე ‏                       |
| المنطقة الزمنية                                           | ت ع م+04:30                  | ت ع م+04:00                     |

## منظمات دولية مشتركة
يشترك البلدان في عضوية مجموعة من المنظمات الدولية، منها:
| علم المنظمة | اسم المنظمة                   | تاريخ انضمام أفغانستان | تاريخ انضمام جورجيا |
| ----------- | ----------------------------- | ---------------------- | ------------------- |
|             | البنك الدولي للإنشاء والتعمير | 14 يوليو 1995          | 7 أغسطس 1992        |
|             | يونسكو                        | 4 مايو 1948            | 7 أكتوبر 1992       |
|             | الاتحاد البريدي العالمي       | ?                      | ?                   |
|             | الاتحاد الدولي للاتصالات      | 12 أبريل 1928          | 7 يناير 1993        |
|             | مؤسسة التمويل الدولية         | 23 سبتمبر 1957         | 29 يونيو 1995       |
|             | الأمم المتحدة                 | 19 نوفمبر 1946         | 31 يوليو 1992       |
|             | مؤسسة التنمية الدولية         | 2 فبراير 1961          | 31 أغسطس 1993       |

## وصلات خارجية
- موقع وزارة الخارجية الأفغانية
- موقع وزارة الخارجية الجورجية